# Harry Arlt
Pour les articles homonymes, voir Arlt.
Harry Arlt (né le 11 novembre 1926 à Dresde en Saxe - mort le 25 juin 2014) est un ancien joueur et entraîneur de football est-allemand.
Il est surtout connu pour avoir fini meilleur buteur du championnat d'Allemagne de l'Est en 1953.